# D 1st Video Clips
『D 1st Video Clips』（ディーファーストビデオクリップス）は、DのPVコレクションDVD。

## 解説
- メジャー・デビュー後4作のシングルのPVに加え、1st アルバムのリード曲「Nocturnal」インディーズ時代のPV数曲分を収録。
- Disk2 には昨年テレ玉にてオンエアされたレギュラー番組「薔薇の館」のダイジェスト版を収録。

## 収録曲

### Disc 1 （PV集）
1. 薔薇色の日々
2. 久遠
3. BIRTH
4. 闇の国のアリス
5. Snow White
6. Nocturnal
7. Tightrope
8. Day by Day

### Disc 2  (テレ玉 D「薔薇の館」ダイジェスト映像)
1. でぃ散歩『うまいうますぎる』編
2. でぃ散歩『ラーメン修行』編
3. ASAGIの猫カフェ
4. 猫の国のニャリス
5. Ruiza ROCK D
6. 浅葱の花鳥風月
7. D solo library
8. INTERVIEW
9. D ツアー密着/TOUR2009 「Genetic World」 FINAL 2009.6.21 品川ステラボール